# Structură cristalină

Sistemul cubic simplu este un exemplu de structură cristalină.

În mineralogie și cristalografie, o structură cristalină este o aranjare (dispunere) generală unică a atomilor sau moleculelor unei substanțe solide sau lichide cristaline. O structură cristalină este compusă din blocuri sau grupuri model (tipice, șablon) de atomi (sau molecule), dispuși (dispuse) într-un mod particular și o rețea tridimensional extinsă incluzând  respectivele blocuri tipice, rețea ce prezintă general,  ordonare și simetrie. Blocurile model (cristalele) sunt astfel structurate în nodurile rețelei încât se formează un sistem ordonat matricial tridimensional.